# すべり台

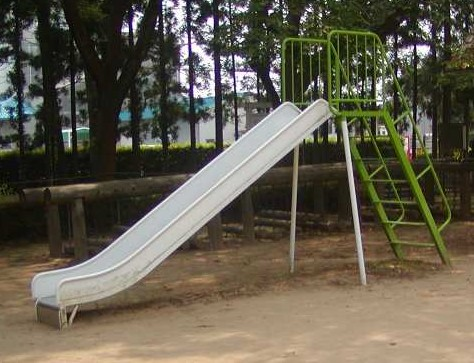
一般的なすべり台

すべり台（すべりだい）とは、公園によく置かれている遊具または非常時の避難器具のひとつである。遊具として用いられる場合は、高所へ上がり、そこから滑り降りて楽しむ。避難器具として用いられる場合は、高低差のある場所を迅速かつ円滑に避難させるために用いられる。

## 遊具としてのすべり台
はしごや階段などで上へ登り、登ったところから斜面を座って滑り降りるものである。住宅地に作られた公園では、金属製のものがよく見られる。屋内用幼児向け遊具としてのすべり台は、プラスチックで作られることが多い。種類によっては滑り面が波打っているウェーブスライダーや全体がトンネル状になっているトンネルスライダーもある。

### 特殊なすべり台
コンクリート製すべり台
公園によってはなだらかな斜面をコンクリートで覆うように整えた大型すべり台もある。コンクリートで独立型の山型を造形するプレイマウント（富士山すべり台）と呼ばれるものも存在し、さらに大きめの公園では滑り降りる先が複数存在するタコの山と呼ばれるものも存在している。
ローラーすべり台
滑降部が面ではなくゴム製のローラーをならべたものとなっているすべり台。丘の斜面を利用した長大なものもある。有名なものに日本平動物園のローラースライダーがある。
垂直落下型すべり台
一般的なすべり台よりも滑降部が長く、このうち滑り出し部分が垂直になっておりその上部に固定されたセイフティーバーにぶら下がった上で手を放して滑降していくもの。
ウォータースライダー等
ウォーターパーク型の施設でプールなどに向かって流れるすべり台もある。ウォーターパークのものの中には滑り降りる部分に水が流れている場合もある。近年ではウォータースライダーと呼ばれる、チューブ状で長く、とぐろを巻いたすべり台も増えている。ウォータースライダーの中にはゴムボートに乗ったまま滑り降りるものもある。
雪製、雪像一体型
北海道札幌市のさっぽろ雪まつり、苫小牧市のとまこまいスケートまつりなど、積雪地域のイベント会場では期間限定の雪製のすべり台が造成される。

### 安全性の問題
変則的な降り方に、立ったまま滑る、腹ばいになって滑るなどがあるが、危険な滑り方である。また、滑り板を駆け上がろうとした際の事故例などの報告がある。
滑り台の設置・管理においては突起物や隙間への対策や安全領域内の衝撃緩和措置などが必要とされる。

## 避難器具としてのすべり台
- 2階建て以上の幼稚園には、避難設備として、非常階段とは別に非常すべり台が設置されている。これは、階段を使用した避難に難のある幼児でも迅速な避難が可能であり、また緊急時に幼児がパニック状態になることを防ぐことができるためである。

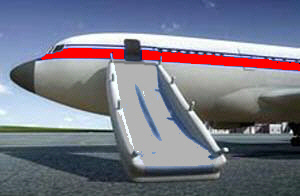
旅客機の脱出用スライダー

- 旅客機には、緊急脱出スライドが装備されている[10]。アメリカ連邦航空局(FAA)および欧州共同航空当局(JAA)の規定により、非常時の脱出の際には、片側の非常口から90秒以内に乗客全員を脱出させることとなっていることから、非常口が開いたときに空気圧で展開する装置（すべり台）を装備している。また、すべり台の使用方法は、搭乗時に全乗客に知らされることとなっている。
- 東京湾アクアラインのトンネルアクアトンネルでは、避難経路が道路下に造られているため、自動車通行帯から下部にかけて避難用のすべり台が300mおきに設置されている。

## すべり台の例
埼玉県南埼玉郡宮代町にある宮代町立百間小学校の滑り台は大正時代に築造され、その文化的価値から2020年に国の登録有形文化財に登録された。
タコ型すべり台は全国に存在するが、発祥は東京都足立区とされる。また富士山型のすべり台は名古屋に多く存在する。
北海道滝上町（童話村）がふるさと創生事業で国鉄渚滑線跡に設置した虹の橋には二階建ての橋の間にすべり台が設置されている。

### 高傾斜のすべり台
ほぼ垂直のフリーフォールすべり台は全国に存在する：
- 秋田ふるさと村ワンダーキャッスル なまはげフリーフォール[15] -  秋田県横手市
- 八ッ場林ふるさと公園[16] - 群馬県吾妻郡長野原町
- フィールドアスレチック横浜つくし野コース（つくし野アスレチック）[15] - 神奈川県横浜市緑区長津田町
- 安久路公園[15] - 静岡県磐田市
- びわ湖こどもの国[15] - 滋賀県高島市安曇川町
- 彩都なないろ公園[15] - 大阪府箕面市
- グリーンパークほどの[17] - 高知県吾川郡いの町
- ふれあいの森総合公園[15] - 福岡県宗像市
- 時津文化の森公園[15] - 長崎県西彼杵郡時津町
- ハウステンボスメルヘン不思議の森[18] - 長崎県佐世保市
- 百花台公園[19] - 長崎県雲仙市

### 長いすべり台
- 丹波山村ローラーすべり台 - 山梨県北都留郡丹波山村の丹波山にある全長247m、高低差42mのローラーすべり台[20]。ふるさと創生事業により設置された。
- 静岡市営日本平動物園のローラースライダー - 全長390m、高低差47mのローラーすべり台[21][22]。

### 高低差の大きいすべり台
- 丸山総合公園のローラー滑り台 - 兵庫県加西市。

### 使用停止中のすべり台
- 立石寺のすべり台 - 山形県山形市の立石寺には全長約300m、高低差約150mの下山用すべり台が存在したが、けが人が相次いで1965年半ば以降使用中止となった[23]。
- 中尾城公園のスパイラルスライダー - 長崎県長与町の中尾城公園にある全長63m、高低差26mのすべり台[24][25]。ふるさと創生事業による同公園の開設と共に設置された[24]。事故が相次いで2015年以降使用中止となっている[26][24]。